# كارل نيهامر
كارل نيهامر (بالألمانية: Karl Nehammer) (من مواليد 18 أكتوبر 1972)، هو سياسي نمساوي، ينتمي إلى حزب الشعب النمساوي ، شغل منصب المستشار الاتحادي للنمسا بصفته المستشار الثامن والعشرين في تاريخ البلاد، وذلك في الفترة من عام 2021 حتى 2025.
شغل نيهامر عدة مناصب بارزة قبل توليه رئاسة الحكومة منها وزير الداخلية بين عامي 2020 و2021، والأمين العام لحزب الشعب من 2018 إلى 2020، وعضو في المجلس الوطني من 2017 حتى 2020.
تسلّم نيهامر منصب المستشار خلفًا لـألكسندر شالنبرغ، الذي استقال من رئاسة الحكومة ليعود إلى منصبه السابق كوزير للخارجية. أعلن نيهامر استقالته من رئاسة الحزب ومن منصب المستشار في أعقاب فشل المفاوضات الائتلافية بعد الانتخابات التشريعية لعام 2024، ليتنحى رسميًا عن رئاسة الحكومة في 10 يناير 2025.